# Joseph Alioto
Joseph Lawrence Alioto (12 de fevereiro de 1916 - 29 de janeiro de 1998) foi um político norte-americano, sendo prefeito de São Francisco de 1968 a 1976.

## Biografia

### Educação
Alioto participou de Sacred Heart High School (hoje Catedral do Sagrado Coração Preparatória). Ele se formou com honras da faculdade de St. Mary (Moraga), em 1937 e na faculdade de Direito da Universidade Católica da América em 1940.

### Carreira política
Alioto serviu no Conselho de Educação San Francisco (1948-1954), e na década de 1960, serviu como presidente da Agência Redevelopment da cidade. Alioto entrou na corrida para prefeito em 1967, quando John Shelley, o titular, curvou-se fora da corrida, supostamente por causa da má saúde, mas provavelmente porque Alioto foi mais pró-desenvolvimento que Shelley.
Joseph Alioto foi eleito no dia 8 de janeiro de 1968, serviu um mandato, e foi com folga reeleito em 1971. Alioto entregou a nomeação na Convenção Nacional Democrática em 1968. Havia rumores de que Humphrey iria selecionar Alioto como seu companheiro de chapa, mas Humphrey selecionou Edmund Muskie.

### Prática da lei
Alioto trabalhou para a Divisão Antitruste do Departamento de Justiça e, em seguida, para o Conselho de Economia de Guerra. Ele voltou para San Francisco após a Segunda Guerra Mundial e começou uma prática antitruste, representando Walt Disney e Samuel Goldwyn, entre outros, tornando-se um milionário.
Em 1980, ele representou Al Davis e Oakland Raiders em um caso antitruste, marco intitulado "Los Angeles Colisuem Comissão v. The NFL". O caso estabeleceu o direito de franquias de futebol para mover-se para mercados de futebol nos Estados Unidos sem a aprovação dos outros proprietários de franquia. Em 1993, ele representou seu pai-de-lei, Billy Sullivan, em sua ação judicial contra a NFL. O tribunal decidiu que Sullivan foi forçado pela liga para vender sua equipe no valor abaixo do mercado e concedeu-lhe US$ 114 milhões.

### Morte
Alioto morreu de câncer de próstata em San Francisco em 29 de janeiro de 1998 e foi enterrado no "Cypress Lawn Cemetery" em Colma, Califórnia. Um cenotáfio está localizado na Holy Cross Cemetery (Secção D).

## Legado
Alioto presidiu um momento de turbulência e de mudança em São Francisco. Eventos que ocorreram durante seu mandato como prefeito incluídos contenda na Haight-Ashbury com a cultura das drogas, manifestações contra a Guerra do Vietnam, o início do Castro District Gay, marchas Pantera Negra, Os assassinatos da zebra e assassinatos zodíaco. Ele correu em uma plataforma de reduzir impostos e combater a criminalidade.
Alioto colocou sua energia por trás do desenvolvimento de três grandes projetos de construção: o Bay Area Rapid Transit System (BART); a Pirâmide Transamérica; e ao Centro Embarcadero. Alioto ajudou a trazer mais minorias na política da cidade, lançou uma reforma da Carta da cidade, e mediada polícia prolongadas e greves de bombeiros em 1975.

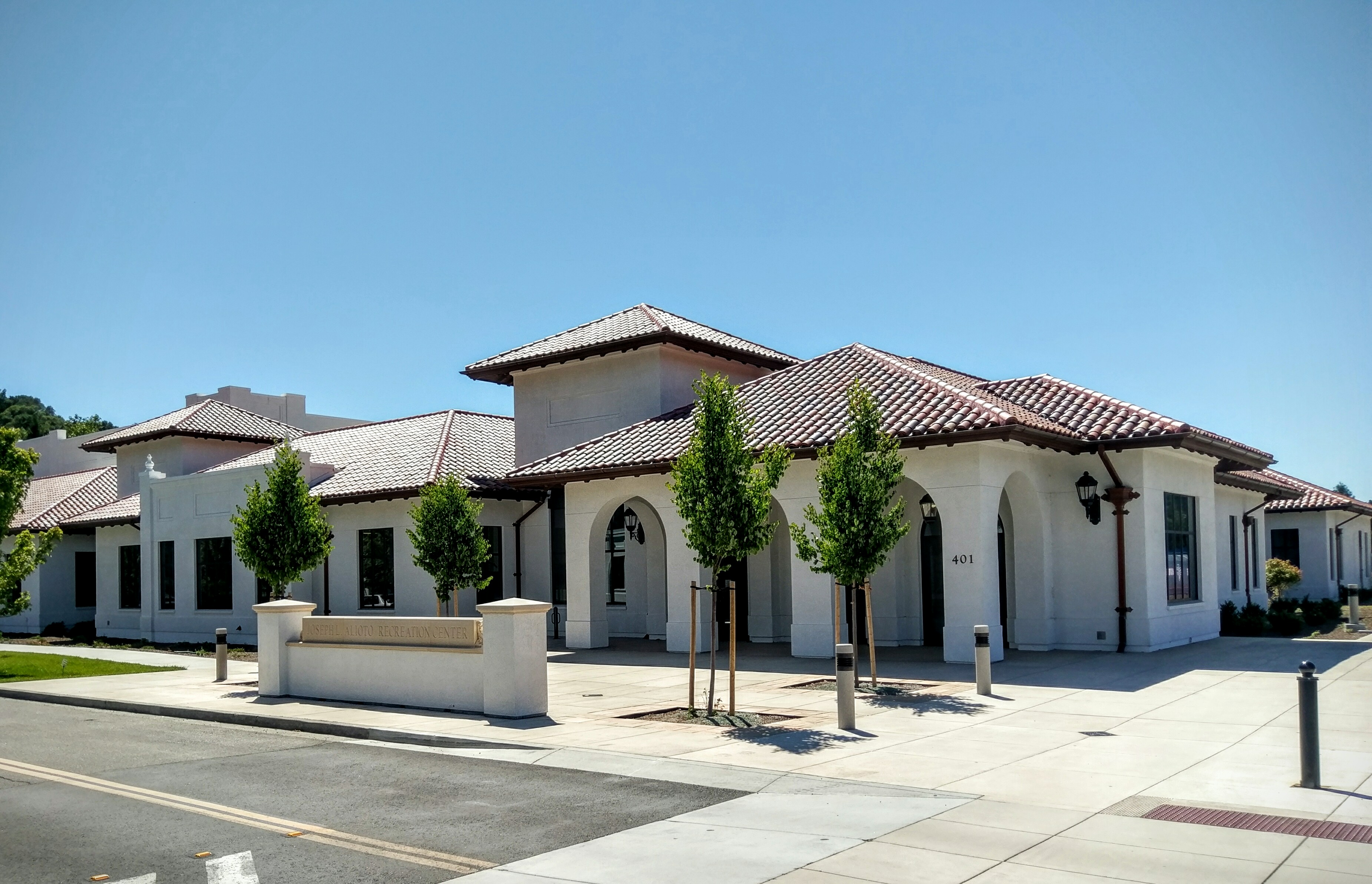
Joseph L. Alioto Recreation Center

A Joseph L. Alioto Recreation Center em sua alma mater, a Faculdade do Saint Mary, em Moraga, aberta em 2015 e nomeado após ele. A facilidade de financiamento privado custar US$ 23,5 milhões, e inclui um centro de esportes aquáticos ao ar livre, equipamentos de exercício interior, uma parede de escalada e um café. O centro serve o corpo estudantil geral, enquanto os atletas do time do colégio utilizar instalações de treinamento dedicados separadamente.

## Controvérsias
Em janeiro de 1970, o estado de Washington, três cidades, uma autoridade portuária e oito serviços públicos trouxeram uma ação civil pública contra Alioto porque ele dividiu uma taxa de US$ 2,3 milhões em um caso antitruste com Washington State Attorney, General John J. O'Connell e um O'Connell deputado, George Faler.
O caso começou em 1962 e O'Connell retido Alioto, um advogado de antitruste muito bem-sucedido, para trabalhar no caso. Originalmente, Alioto concordou em receber 15% do que foi premiado com um limite de US$ 1 milhão. Mais tarde, O'Connell, aparentemente sem dizer aos seus clientes, aboliu o teto taxa. Alioto acabou de receber aproximadamente US$ 2,3 milhões e doou US$ 802 815 dessas taxas para O'Connell e George Faler. O Estado e outros grupos processaram para ter todos US$ 2,3 milhões devolvidos. O julgamento levou seis meses e o júri, por unanimidade, decidiu que os três tinham direito a US$ 2,3 milhões.
Alioto também foi indiciado por um júri federal em março de 1971 relativa a acusações de suborno por causa dos meios pelos quais as taxas foram premiadas. Quando o caso foi a tribunal, Alioto foi absolvido das acusações federais por um juiz que estava convencido de que um júri não condenaria ao considerar as provas.